# 千里達鸚鯛
千里達鸚鯛，為輻鰭魚綱鱸形目隆頭魚亞目鸚哥魚科的其中一種，發現於西南大西洋區的千里達及巴西海域，棲息深度10-25公尺，體長可達26.8公分，棲息在礁石區，以藻類為食。